# ووین ووینوف
ووین ووینوف (بلغاری: Войн Йорданов Войнов؛ زادهٔ ۷ سپتامبر ۱۹۵۲) بازیکن سابق و مربی فوتبال اهل بلغارستان است.
از باشگاه‌هایی که در آن بازی کرده‌است می‌توان به باشگاه فوتبال لفسکی صوفیه اشاره کرد.
وی همچنین در تیم ملی فوتبال بلغارستان بازی کرده‌است.